# Watanabe Hidetoyo
Hidetoyo Watanabe (sinh ngày 19 tháng 1 năm 1971) là một cầu thủ bóng đá người Nhật Bản.

## Sự nghiệp câu lạc bộ
Hidetoyo Watanabe đã từng chơi cho Montedio Yamagata, Denso và Omiya Ardija.